# Ploschtschad Alexandra Newskowo-1

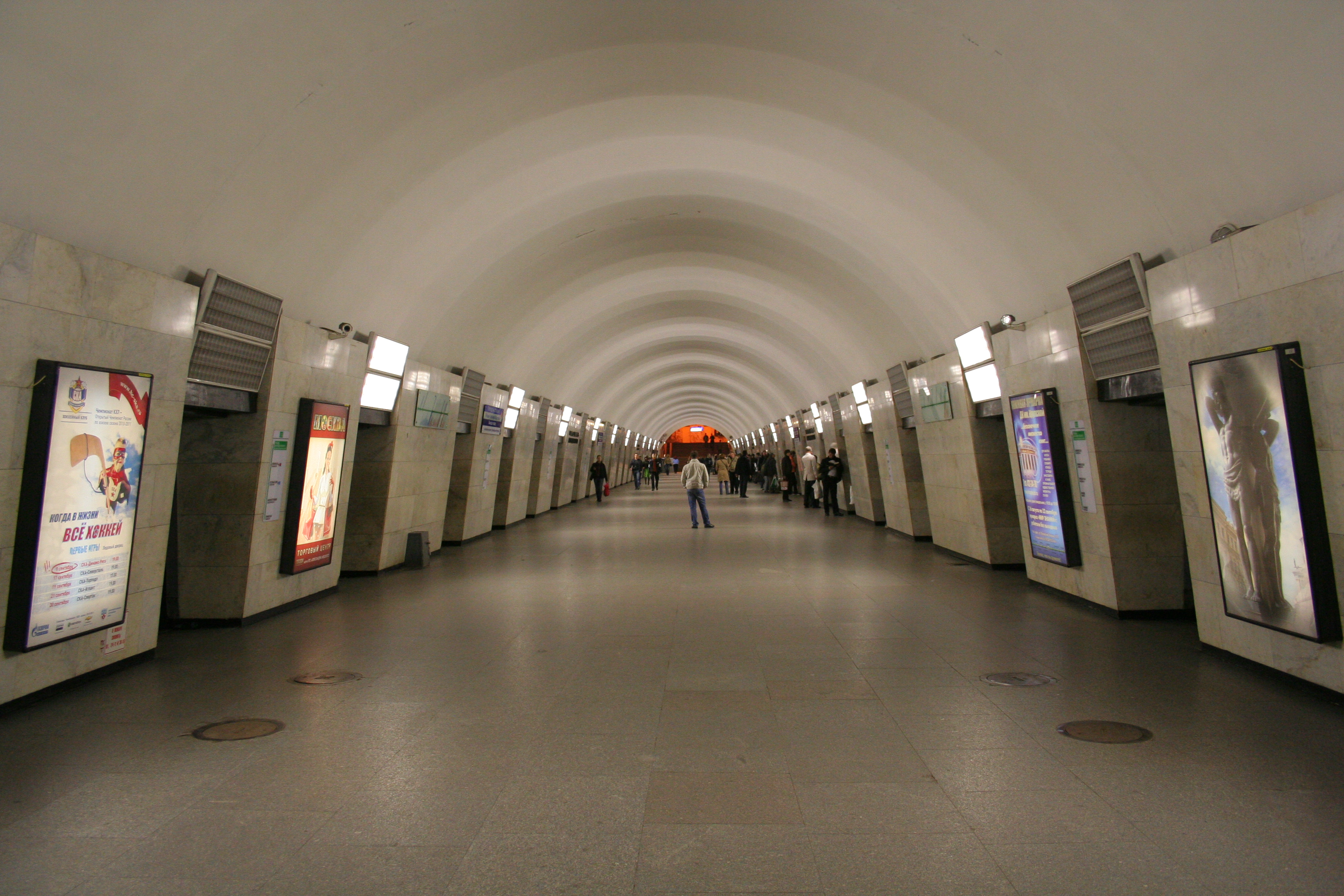
Bahnsteighalle

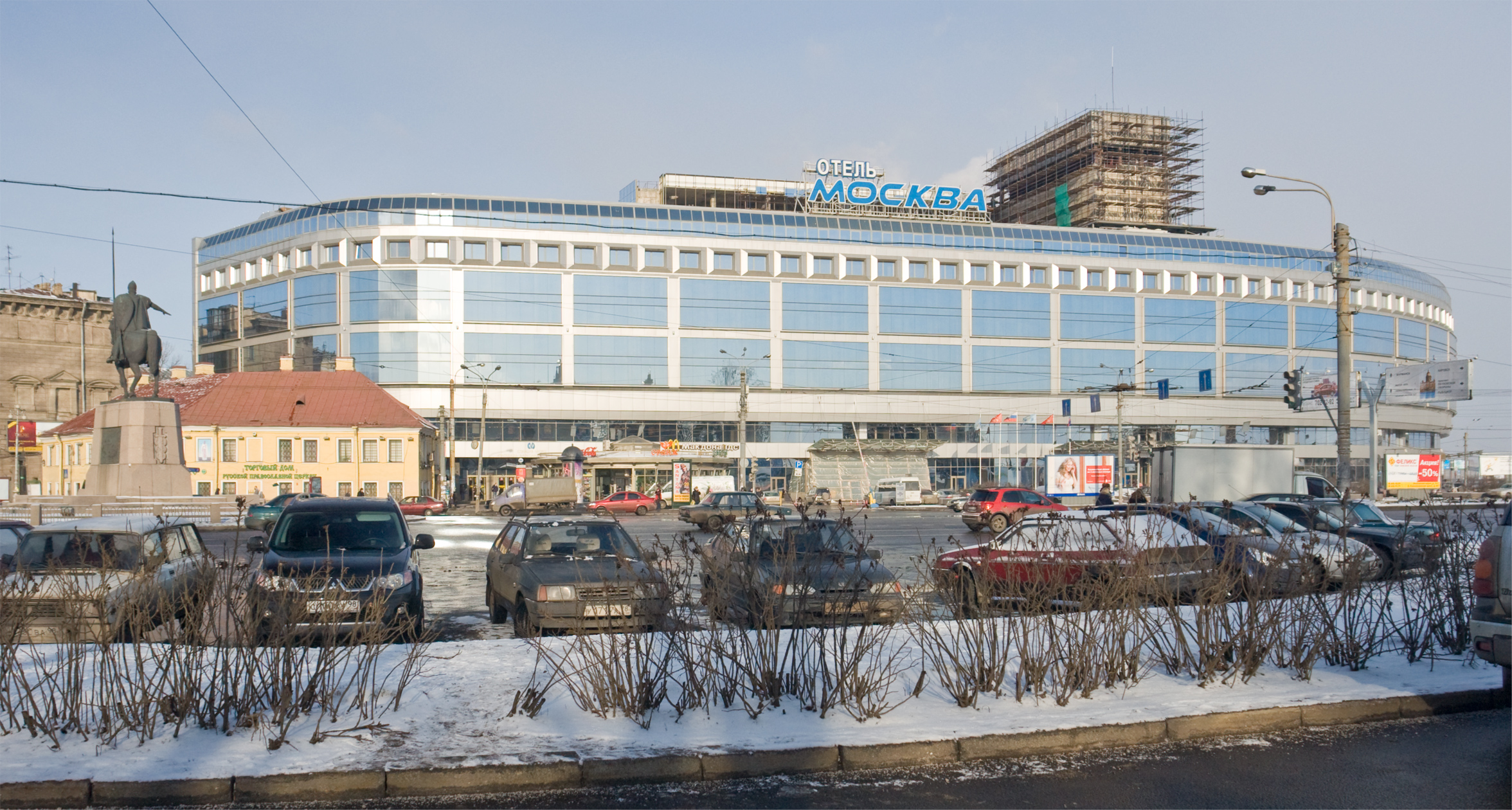
Hotel Moskwa, unten links der Eingang des U-Bahnhofs, ganz links das Reiterstandbild von Alexander Newski in der Mitte des nach ihm benannten Platzes

Ploschtschad Alexandra Newskowo-1 (russisch Площадь Александра Невского-1) ist ein am 3. November 1967 eröffneter U-Bahnhof der Metro Sankt Petersburg an der Linie 3.
Der Name Ploschtschad Alexandra Newskowo bedeutet wörtlich „Alexander-Newski-Platz“ und bezieht sich auf die Lage der Station, die in 54 Metern Tiefe unter dem Alexander-Newski-Platz am östlichen Ende des Newski-Prospekts und in unmittelbarer Nähe des Alexander-Newski-Klosters angelegt wurde. Auf Linienplänen und Wegweisern wird der U-Bahnhof an der Linie 3 für gewöhnlich Ploschtschad Alexandra Newskowo-1 genannt, um ihn vom 1985 errichteten gleichnamigen U-Bahnhof der Linie 4 abzugrenzen, der entsprechend als Ploschtschad Alexandra Newskowo-2 bekannt ist. Zu diesem U-Bahnhof, der ebenfalls unter dem Alexander-Newski-Platz, allerdings sechs Meter tiefer liegt, besteht eine direkte Umsteigemöglichkeit. Man gelangt von der Linie 3 zur Linie 4 zunächst über eine Treppe am östlichen Bahnsteigende, anschließend durch einen Gang nach rechts und über abwärts laufende Fahrtreppen direkt zum Bahnsteig von Ploschtschad Alexandra Newskowo-2.
Der eigene Ausgang von Ploschtschad Alexandra Newskowo-1 beginnt am anderen Ende des Bahnsteigs der Station und führt über lange Fahrtreppen zur ebenerdigen Schalterhalle an der Nordseite des Newski-Prospekts bzw. der Westseite des Alexander-Newski-Platzes (im Gegensatz hierzu befindet sich das Eingangsgebäude von Ploschtschad Alexandra Newskowo-2 an der Südseite des Newski-Prospekts). Die Schalterhalle ist in das Gebäude des Hotels Moskwa eingebaut. 2008 wurde zwischen der Halle und dem im Hotelgebäude errichteten Einkaufszentrum Moskwa ein direkter Übergang errichtet. 2010 wurde das gesamte Vestibül von Ploschtschad Alexandra Newskowo-1 zwecks Generalüberholung einschließlich des Austausches der Fahrtreppen geschlossen. Die Wiedereröffnung erfolgte am 31. März 2011, bis dahin konnte der U-Bahnhof ausschließlich über Ploschtschad Alexandra Newskowo-2 und den Übergangstunnel erreicht werden.
Analog zu allen anderen 1967 eröffneten U-Bahnhöfen der Linie 3 ist Ploschtschad Alexandra Newskowo-1 eine sogenannte Station geschlossenen Typs, bei der der Bahnsteig und der Gleisbereich baulich voneinander getrennt sind. Die Nischen in den beiden Trennwänden sind durch undurchsichtige Bahnsteigtüren verschlossen, die sich nach Ankunft des Zuges automatisch öffnen und vor dessen Abfahrt wieder schließen. Die einzige architektonische Besonderheit des U-Bahnhofs ist die in Kupfer ausgeführte Reliefkomposition mit einem stilisierten Motiv aus dem Leben des kanonisierten russischen Nationalhelden Alexander Newski, nach dem der Platz über dem U-Bahnhof und das Kloster in der Nähe benannt sind. Auf dem Reiterbildnis ist der Fürst neben vier weiteren Reitern aus seinem Gefolge zu sehen, wobei auf der Komposition kurioserweise nur vier Rösser (bei insgesamt fünf Reitern) zu erahnen sind. Das Relief ist heute an der Wand des Übergangstunnels zur Linie 4 zu sehen; vor dem Bau des selbigen im Jahre 1985 schmückte es die Wand am östlichen Bahnsteigende.